# Eburodacrys triocellata
Eburodacrys triocellata är en skalbaggsart som först beskrevs av Carl Stål 1857. Eburodacrys triocellata ingår i släktet Eburodacrys och familjen långhorningar.
Artens utbredningsområde är:
- Guatemala.
- Honduras.
- Nicaragua.
- Panama.
- Venezuela.

Inga underarter finns listade i Catalogue of Life.